# Chaenothecopsis pusiola
Chaenothecopsis pusiola är en lavart som först beskrevs av Erik Acharius, och fick sitt nu gällande namn av Vain. Chaenothecopsis pusiola ingår i släktet Chaenothecopsis och familjen Mycocaliciaceae.  Arten är reproducerande i Sverige. Inga underarter finns listade i Catalogue of Life.